# Wald-Café Connewitz
Das Wald-Café in Leipzig-Connewitz war eine ehemalige beliebte Leipziger Ausflugsgaststätte. Es befand sich in der Nähe der Raschwitzer Brücke über die Pleiße  mit der Adresse Koburger Straße 8.
Das Gebäude war Ende des 19. Jahrhunderts im Stile des Historismus errichtet worden und besaß zwei auffällige Dachtürmchen. Es grenzte unmittelbar an das Connewitzer Holz. Hinter dem Haus schloss sich ein großer Freisitz unter Bäumen an, der auch einen Zugang vom Wald her hatte. Hier fanden auch Musikkonzerte statt. Außer mit der Straßenbahn war das Café auch mit dem Boot leicht zu erreichen, denn an der Raschwitzer Brücke befand sich eine Bootsanlegestelle. Auf einer Postkarte aus den 1930er-Jahren wird eine überdachte Tanzfläche im Freien mit dem Wald als Hintergrund angepriesen.
Während des Zweiten Weltkrieges wurde das Gelände des Wald-Cafés zur Unterbringung kriegsgefangener Zwangsarbeiter der Connewitzer Maschinen- und Zahnräderfabrik G. E. Reinhardt (später VEB Fahrzeuggetriebewerke „Joliot Curie“) genutzt.
Bei dem Luftangriff auf Leipzig am 20. Februar 1944 wurde das Wald-Café durch Bomben zerstört. Nach dem Krieg wurde der Gastronomiebetrieb notdürftig wieder aufgenommen. Als Ende der 1960er-Jahre in unmittelbarer Nähe die vierspurige Bundesstraße 2 errichtet wurde, war das endgültige Aus gekommen. Heute erinnern nur noch ein paar Grundmauerreste auf einem ziemlich verwilderten Grundstück an die ehemalige Gaststätte.
Das Wald-Café in Connewitz wird auch in dem Roman Maurice Guest von Henry Handel Richardson erwähnt, der in den 1890er-Jahren in Leipzig spielt.

Die Koburger Straße um 1905, links das Wald-Café
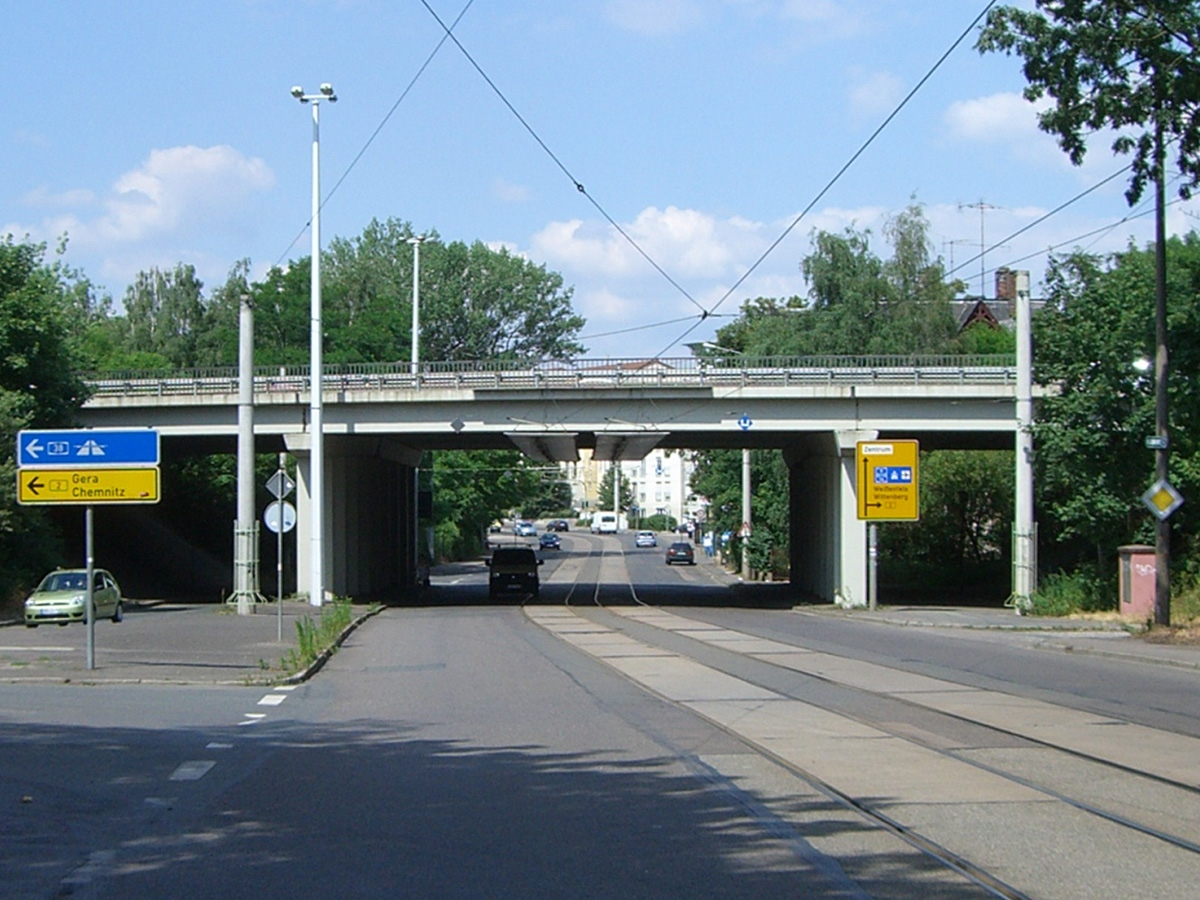
Der gleiche Blick 2010
Aquarell vom Wald-Café
Der Zugang vom Walde her
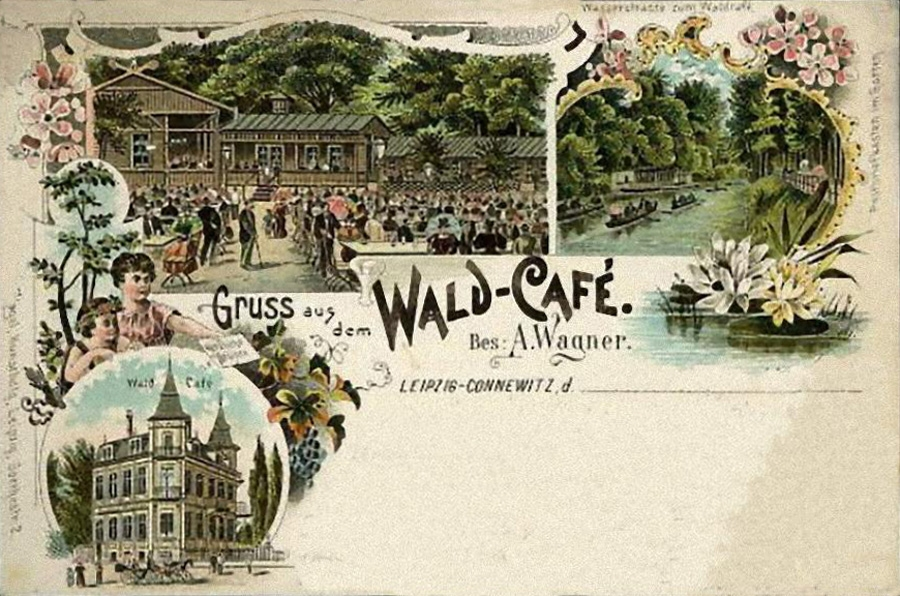
Postkarte Wald-Café

## Nachweise
1. 1 2  Heinz Peter Brogiato: Leipzig um 1900. Zweiter Band: Die Stadtteile in kolorierten Ansichtskarten aus dem Archiv des Leibniz-Instituts für Länderkunde Leipzig e.V. Lehmstedt, Leipzig 2009, ISBN 978-3937146-46-1, S. 34.
2. ↑  Thomas Fickenwirth, Birgit Horn, Christian Kurzweg: Fremd- und Zwangsarbeit im Raum Leipzig 1939–1945. Archivalisches Spezialinventar (= Leipziger Kalender. Sonderband 2004, 1). Leipziger-Universitäts-Verlag, Leipzig 2004, ISBN 3-937209-92-1, S. 245.
3. ↑  Henry Handel Richardson: Maurice Guest. Heinemann, London 1908 (Neuauflage: Echo Library, Teddington 2007, ISBN 978-1-4068-3871-8; in deutscher Sprache: 2 Bände. Autorisierte Übertragung aus dem Englischen von Otto Neustätter. S. Fischer, Berlin 1912).

Koordinaten: 51° 18′ 9,9″ N, 12° 22′ 24,1″ O